# 書情話慾 (2021年電影)
《書情話慾》（法語：Tromperie）是一部2021年上映，改編自美國當代文豪菲利普·羅斯同名作品《欺騙》的法語電影。由阿諾戴普勒尚執導，蕾雅·瑟杜與德尼波達里戴斯主演，並於上映當年入圍第74屆坎城影展首映單元。
在片中演技精湛的蕾雅·瑟杜，也憑本片在巴塞隆納聖喬治國際影展榮獲最佳女主角，導演阿諾戴普勒尚也同樣獲得影評人協會獎的殊榮的殊榮。

## 劇情
一位與妻子流亡英國倫敦的作家菲利普，表面上是在工作室醉心於閱讀與寫作，實際上卻是與一名婚姻失利的秘密情人幽會。這間工作室化身為熱戀愛侶的遊樂場所，他們在此激情相吻、進行親密行為；也會爭吵、談論、最後再次相互擁抱。多愁善感的衝動與長篇大論的言語共存於此，他們談論荒謬生活的夢想與焦慮，對文學作品的見解，以及對愛情和慾望的渴求。
菲利普同時是個優秀的傾聽者，他將每一位情人吐露的語句記下；無論是工作室中充滿魅力的秘密情人，需要簽證的捷克圖書館員，接受精神治療的美國學生，以及在病床上等待檢驗報告的紐約女子。這本筆記本既是寫作的靈感泉源，也是透過墨水流淌出的忠實慾望。
當妻子在無意間發現這本筆記後，便開始懷疑丈夫的忠誠；菲利普卻不斷地向她解釋，那些不過是他下一本小說的內容，只是無法化為實體的文字，一切都是虛構的存在。

## 演員
- 德尼波達里戴斯 飾演 作家菲利普
- 蕾雅·瑟杜 飾演 作家的英國情人
- 阿努克·格蘭貝格 飾演 作家之妻
- 艾曼紐·德芙 飾演 羅莎莉
- 麗貝卡·馬德爾 飾演 美國學生
- 瑪達莉娜·康斯坦汀 飾演 圖書館員

## 外部連結
- 互联网电影数据库（IMDb）上《書情話慾》的资料（英文）
- 爛番茄上《書情話慾》的資料（英文）
- 開眼電影網上《書情話慾》的資料（繁體中文）
- Yahoo奇摩電影上《書情話慾》的資料（繁體中文）
- 豆瓣电影上《書情話慾》的資料 （简体中文）
- 时光网上《書情話慾》的資料（简体中文）